# 内藤克俊
内藤克俊（1895年2月25日—1969年9月27日）是一名日本男子摔跤运动员。他在1924年巴黎夏季奥林匹克运动会中，参加了男子摔跤比赛并获得男子轻量级铜牌，这是日本在奥运摔跤项目上的第一枚奖牌。

## 學歷
- 賓夕法尼亞州立大學
- 鹿兒島大學